# Entodon laetus
Entodon laetus là một loài rêu trong họ Entodontaceae. Loài này được Griff. A. Jaeger mô tả khoa học đầu tiên năm 1878.